# Eranina florula
Eranina florula là một loài bọ cánh cứng trong họ Cerambycidae.